# Нікополь (моторвагонне депо)
Нікопольське моторвагонне депо (РПЧ-2 Нікополь, до 2015 року — відокремлений структурний підрозділ «Нікопольське моторвагонне депо» державного підприємства «Придніпровська залізниця») — підприємство залізничного транспорту, розташоване на території Криворізької дирекції залізничних перевезень.
Підпорядковується службі приміських пасажирських перевезень Придніпровської залізниці.
Забезпечує обслуговування пасажирів у приміському сполученні, а також поточне утримання та різні види ремонту моторвагонного рухомого складу.
Розташоване на станції Нікополь.

## Історія
Підприємство засноване у 2008 році при реструктуризації локомотивного депо Нікополь (ТЧ-12).

## Рухомий склад
- Електропоїзди ЕР1, ЕР2